# Anaxandre
Anaxandre (en grec ancien Άνάξανδρος) est un roi de Sparte du VIIe siècle av. J.-C., 12e souverain de la dynastie des Agiades, il succède à son père Eurycratès.
Son règne est marqué par la deuxième guerre de Messénie dont Sparte sort victorieuse et que Pausanias décrit longuement.
Plutarque rapporte de lui ce mot suivant : « On demandait à Anaxandre, fils d'Eurycrate, pourquoi les Spartiates n'avaient pas de trésor public : C'est, dit-il, de peur que ceux qui seraient préposés à sa garde ne fussent exposés à se corrompre. »
Son fils Eurycratidès lui succède.

## Sources
1. ↑  « Léonidas de Lacédémone était le plus considéré, et commandait en chef toute l'armée. Il comptait parmi ses ancêtres Anaxandrides, Léon, Eurycratides, Anaxandre, Eurycrates, Polydore, Alcamènes, Téléclus, Archélaüs, Agésilaüs, Doryssus, Léobotes, Echestratus, Agis, Eurysthènes, Aristodémus, Aristomachus, Cléodéus, Hyllus, Hercule. » Hérodote, Histoire,  VII, 204 remacle.org
2. ↑  « Sous le règne d'Anaxandre, fils d'Eurycrate, ces Messéniens, que l'ordre des destinées condamnait à se voir chassés de tout le Péloponnèse, se révoltèrent contre les Lacédémoniens: après leur avoir longtemps tenu tête, vaincus à la fin, ils capitulèrent et sortirent du Péloponnèse; quelques-uns d'entre eux n'y restèrent, que pour devenir esclaves des Lacédémoniens, à la réserve pourtant de ceux qui habitaient les villes maritimes. » Pausanias, Description de la Grèce [détail des éditions] [lire en ligne] III, 3, 14
3. ↑  Pausanias, Description de la Grèce [détail des éditions] [lire en ligne] IV, 15 et suivants
4. ↑  Plutarque, Apophtegmes des Lacédémoniens, remacle.org